# Mokuʻauia
Mokuʻauia (auch Moku ʻAuia oder engl. Goat Island, „Ziegeninsel“ genannt) ist eine flache, unbewohnte Insel im Archipel von Hawaii im Pazifischen Ozean. Sie liegt am Rande der Lāie Bay etwa zweihundert Meter vor der Nordostküste der Insel Oʻahu und gehört administrativ zum Honolulu County.
Die maximal 6 m hohe, von Korallenriffen umgebene Insel ist 500 m lang, bis zu 330 m breit und weist eine Fläche von 5,3 ha (0,053 km²) auf. Das überwiegend aus Kalkstein bestehende Eiland ist mit über 6500 Exemplaren ein bedeutendes Brutgebiet des Keilschwanz-Sturmtauchers (Puffinus pacificus, hawaiisch ʻuaʻu kani oder hōʻio). Mokuʻauia ist daher, wie viele weitere kleine Inseln Hawaiis auch, ein Hawaiʻi State Seabird Sanctuary (Vogelschutzgebiet) und darf nicht betreten werden. Da die flache Insel regelmäßig der Salzwasser-Gischt ausgeliefert ist, finden sich dort nur wenige indigene Pflanzen, darunter die seltene und gefährdete Sesbania tomentosa, hawaiisch: ʻŌhai, eine Art der Schmetterlingsblütler.

Ansichten
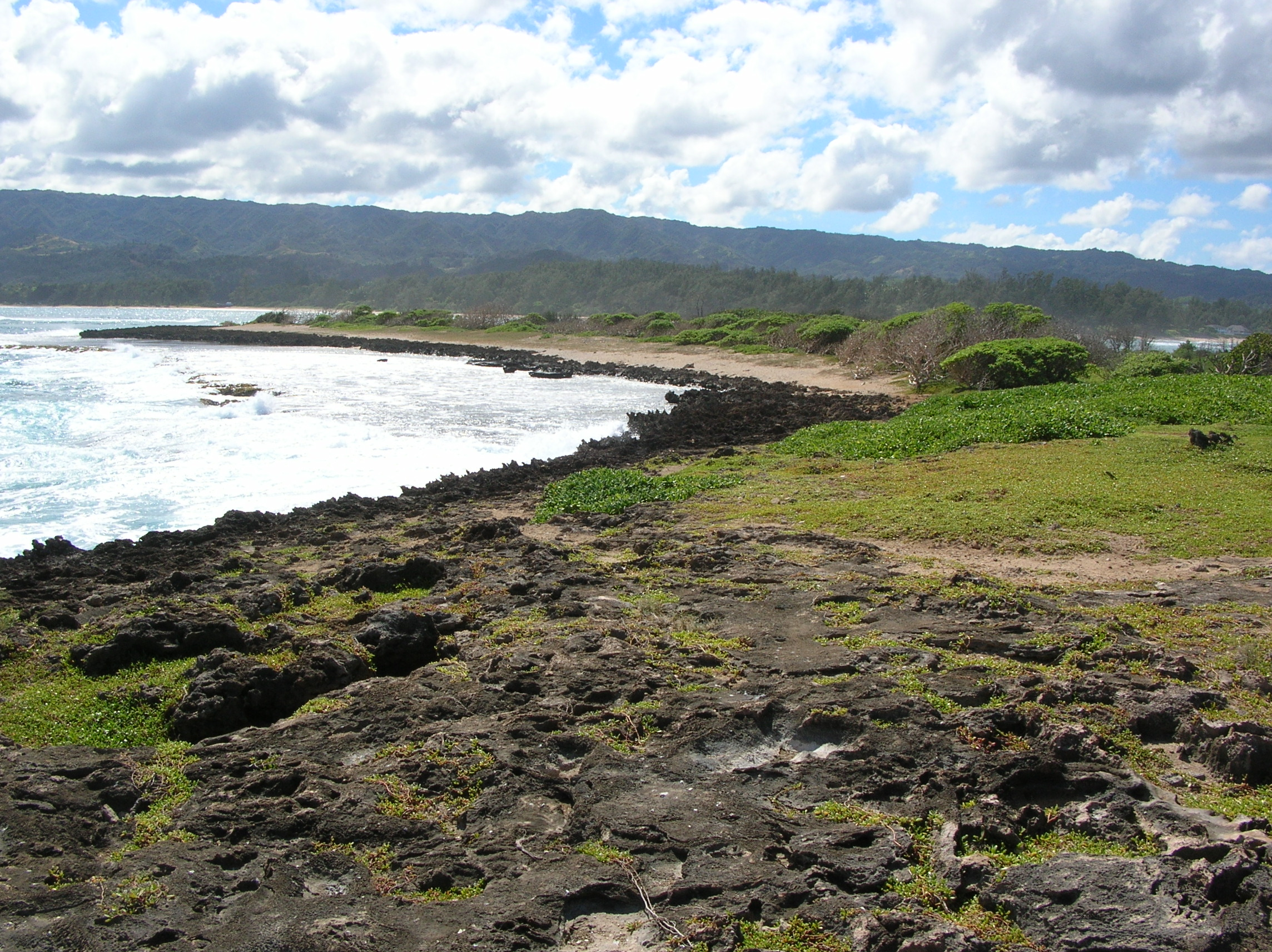
Mokuʻauias Küste, im Hintergrund die Insel Oʻahu
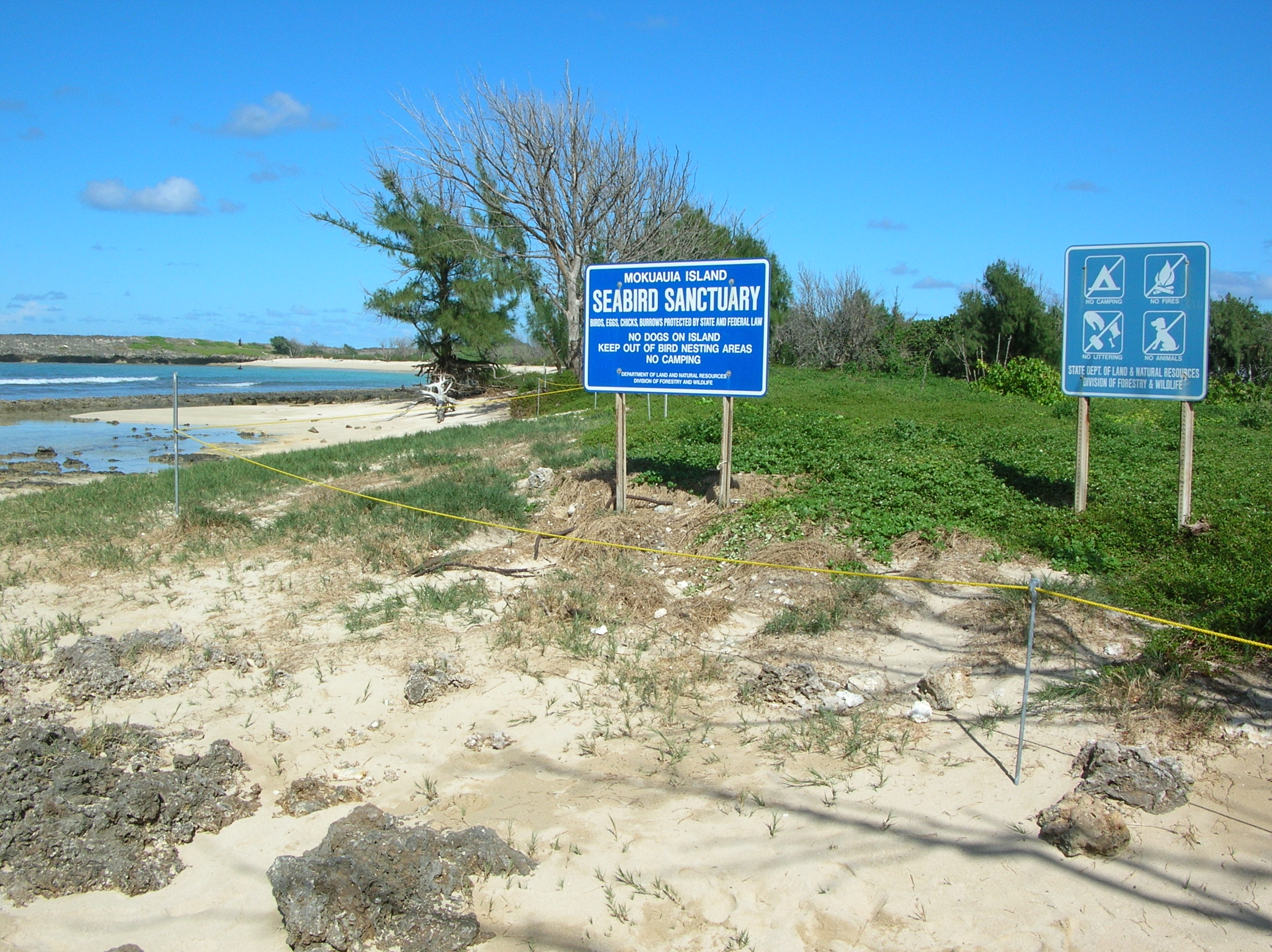
Seabird sanctuary-Hinweistafel
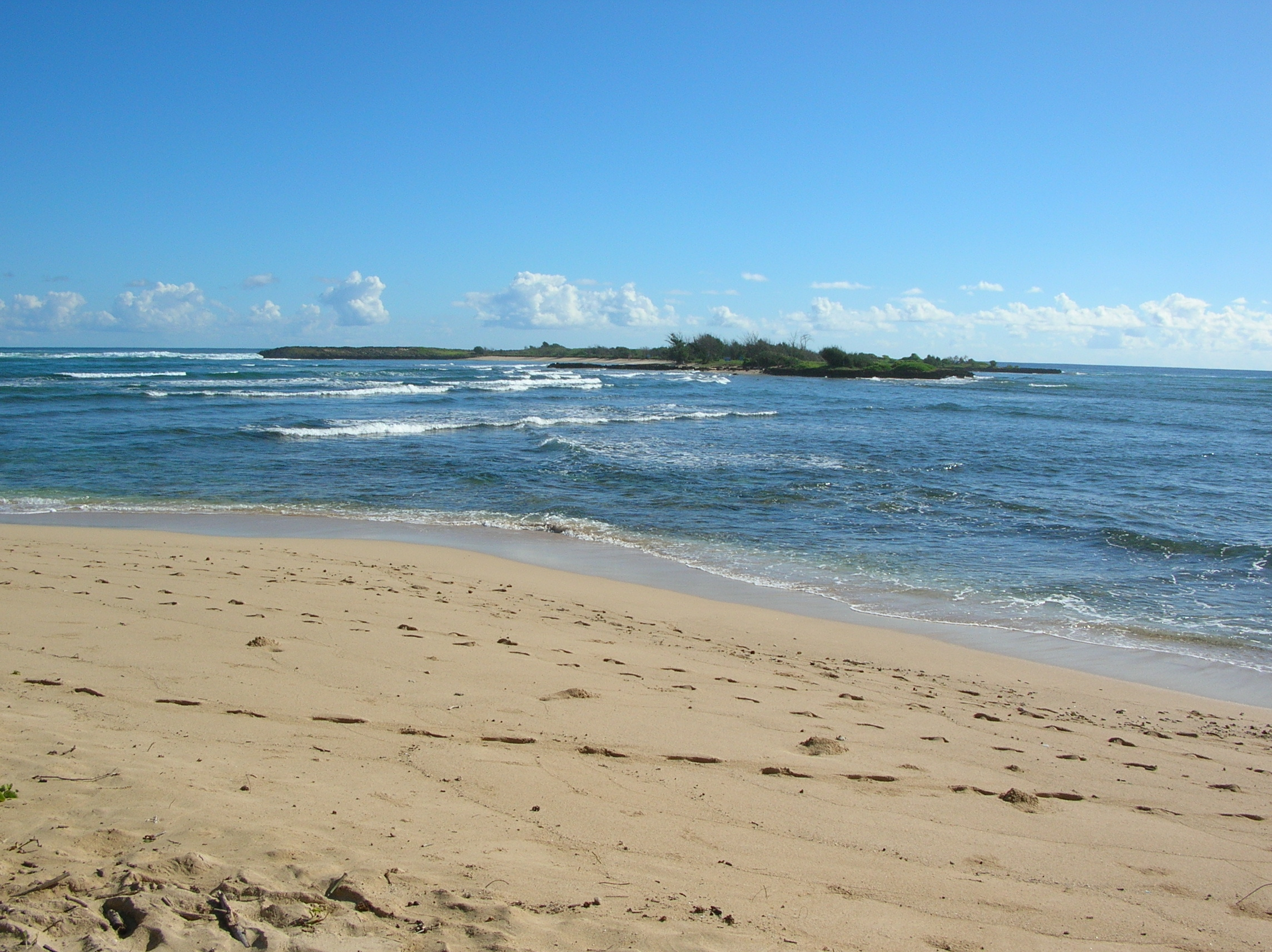
Mokuʻauia von Oʻahu aus gesehen